# Huiguo
Huiguo, född 364, död 433, var en kinesisk buddhistnunna (bhiksuni).
Hon tillhörde de första nunnorna i Kina, men hon var den första fullt invigda nunnan och abbedissan i Kina.  Zhu Jingjian hade blivit Kinas första nunna redan 317, men varken hon eller någon annan nunna i Kina hade kunnat invigas helt enligt de föreskrifter buddhismen förespråkade i vinaya, och räknades därför formellt endast som noviser, medan buddhistmunkarna däremot var invigda enligt fullständigt reglemente. 
Huiguo blev den första abbedissan i Kina då guvernören av Shandong lät grunda ett nunnekloster och utnämna henne till dess abbedissa, men hennes ambition var att på allvar införa de fulla buddhistiska klosterreglerna även för nunnor i Kina och låta dem bli lika fullt invigda som munkarna. År 429 mottog Kina ett antal nunnor och munkar från Sri Lanka, och hon tog emot nunnorna i sitt kloster. Hon förhandlade också med de skriftlärda munkarna om religiös assistans. 
Samma år hon avled, 433, kunde hon slutligen bli den första nunna och abbedissa i Kina som blev invigd enligt fulla buddhistiska ritualer, och från hennes tid var därmed nunnorna fullt erkända på samma sätt som munkarna.  